# Domènec Ruiz Devesa
Domènec Miguel Ruiz Devesa (Alacant, 3 de març de 1978) és un consultor, economista i polític del Partit Socialista Obrer Espanyol d'ideologia federalista europea.Consultor del Banc Mundial, va exercir com a secretari general de l'agrupació del Partit Socialista Obrer Espanyol (PSOE) a Washington DC. President de la Unió de Europeistes i Federalistes de Madrid (UEF), va ser candidat del PSOE al Senat per Madrid de cara a les eleccions generals de 2015 i 2016, en què va obtenir, respectivament, 580.036 i 617.001 vots.
Inclòs com a candidat al número 20 de la llista del PSOE per a les eleccions al Parlament Europeu de 2019 a Espanya, va resultar elegit eurodiputat.
Diferents polítics locals del PSOE a Alacant, la seva ciutat natal, plantegen que pugui ser el candidat a l'alcaldia a les eleccions del 2028 que més consens generi.